# Sonora Reyes
Sonora Reyes é uma pessoa dos Estados Unidos que escreve romances de literatura fictícia juvenil.

## Carreira
A obra de Reyes, The Lesbiana's Guide to Catholic School, foi publicada pela Balzer + Bray em maio de 2022. O romance trata predominantemente da homofobia, e acompanha uma adolescente que desenvolve sua primeira paixão por outra garota que é aberta sobre sua própria homossexualidade e se manifesta contra professores homofóbicos. Entre outras honrarias, o romance foi finalista do Prêmio Nacional do Livro de Literatura Juvenil de 2022.
Seu segundo romance, The Luis Ortega Survival Club, foi publicado pela Balzer + Bray em 2023. O romance é sobre adolescentes que tiveram encontros sexuais não consensuais e pretendem expor o agressor em conjunto. Reyes considera o livro uma fantasia de vingança pessoal.
Em uma entrevista de 2023 para a Publishers Weekly, Reyes afirmou que estava trabalhando em um romance juvenil.
Reyes é um imigrante queer de segunda geração que nasceu e foi criada no Arizona. Frequentou uma escola católica, o que inspirou seus romances em termos de escrita catártica sobre o que vivenciou lá.
Reyes atualmente mora no Arizona. É autista e usa pronomes neutros "they/them".

## Obras publicadas
- The Luis Ortega Survival Club (em inglês). [S.l.]: Balzer + Bray. 2023. ISBN 978-0-06-306030-2
- The Lesbiana's Guide to Catholic School (em inglês). [S.l.]: Balzer + Bray. 2022. ISBN 978-0-06-306023-4

## Prêmios e honrarias
A Biblioteca Pública de Chicago incluiu The Lesbiana's Guide to Catholic School em sua lista dos melhores romances de literatura juvenil de 2022. No ano seguinte, foi incluído na lista dos Dez Melhores Literaturas Juvenis da American Library Association.
The Luis Oretga Survival Club é um livro da Junior Library Guild.
| Ano  | Título                                  | Prêmio                                                  | Resultado | Ref.          |
| ---- | --------------------------------------- | ------------------------------------------------------- | --------- | ------------- |
| 2022 | The Lesbiana's Guide to Catholic School | Goodreads Choice Award para Literatura Fictícia Juvenil | Indicado  | [ 13 ]        |
| 2022 | The Lesbiana's Guide to Catholic School | National Book Award de Literatura Juvenil               | Finalista | [ 4 ] [ 7 ]   |
| 2023 | The Lesbiana's Guide to Catholic School | Prêmio Literário Lambda de Melhor Literatura Juvenil    | Venceu    | [ 14 ]        |
| 2023 | The Lesbiana's Guide to Catholic School | Pura Belpré Award                                       | Honraria  | [ 15 ] [ 16 ] |
| 2023 | The Lesbiana's Guide to Catholic School | Prêmio Walter Dean Myers                                | Honraria  | [ 17 ]        |
| 2023 | The Lesbiana's Guide to Catholic School | Prêmio William C. Morris                                | Finalista | [ 16 ] [ 18 ] |